# Бриджес, Дж’Ней
Дж'Ней Бриджес (англ. J'Nai Bridges) — американская оперная певица (меццо-сопрано). Она является лауреатом премии Мэриан Андерсон и выступает в Метрополитен-опера, Вашингтонской национальной опере и опере Сан-Франциско .

## Ранние годы жизни и образование
Бриджес выросла в Лейквуде, штат Вашингтон, и училась в средней школе в Академии Чарльза Райта в Такоме. Изначально ее внимание было сосредоточено на баскетболе, но она заинтересовалась пением после того, как выбрала хор в качестве факультатива. Приняв решение сосредоточиться на музыке, она поступила в Манхэттенскую музыкальную школу, а затем в Кёртисовский институт музыки в Филадельфии. Во время участия в программе молодых артистов в Лирической опере Чикаго её наставницей была Рене Флеминг.

## Карьера
Бриджес впервые спела в Кеннеди-центре после получения премии Мэриан Андерсон в 2012 году. Она участвовала в конкурсе BBC Cardiff Singer of the World в 2015 году. В ноябре 2016 года она выступила в опере Лос-Анджелеса в партии Нефертити в опере Филипа Гласса «Эхнатон». В 2017 году она исполнила роль Хосефы Сеговии на премьере оперы Джона Адамса «Девушки Золотого Запада» в опере Сан-Франциско . В июне 2019 года она вернулась в Сан-Франциско, исполнив заглавную роль в опере Бизе «Кармен». Она дебютировала в «Метрополитен-опере», вновь исполнив роль в «Эхнатоне» в ноябре 2019 года, и дебютировала в Вашингтонской национальной опере в партии Далилы в «Самсоне и Далиле» Сен-Санса в марте 2020 года.
Теми, кто её вдохновляет, она называет темнокожих звёзд оперы Денис Грейвз, Ширли Верретт, Кэтлин Батл и Джесси Норман, на похоронах которой она пела.